# Pâté-Pâris
Le Pâté-Pâris, comme l’appelaient les Parisiens au XVIIIe siècle, est un ancien pavillon construit en 1711 au bord de la Seine, à Paris, dans les jardins du château de Bercy par un des personnages parmi les plus en vue de la capitale, le financier de Louis XIV, Antoine Pâris.

## Les rives de Bercy à la mode au début duXVIIIesiècle

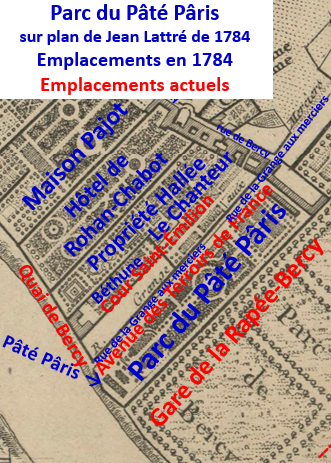
Pâté Pâris sur plan de 1784

Le secteur de Bercy était fort à la mode vers la fin du règne de Louis XIV pour sa situation au bord de la Seine, à la campagne et loin du centre-ville. Entre la barrière de la Rapée et Charenton se succédaient les maisons de plaisance plus ou moins luxueuses, disposant de jardins et terrasses descendant jusqu'au fleuve.
La résidence seigneuriale la plus éminente est alors le château de Bercy, une des plus vastes et plus belles propriétés aristocratiques aux portes de Paris. Commencé en 1658 par l'architecte François Le Vau et achevé en 1708 par Jacques de La Guépière, architecte du Roi, le château connut l’apogée de sa splendeur au XVIIIe siècle.
Au nord de ce que l'on nomme alors le « Grand Bercy » s'étend un ensemble de folies et d'hôtels particuliers connus sous le nom de « Petit Bercy ». Du nord au sud en venant de Paris se succèdent notamment :
- La folie de Gesvres, appelée ensuite petit château de Bercy, dont subsistent quelques vestiges de façades dans le parc de Bercy
- L'hôtel de La Vieuville,
- L'hôtel Le Vayer
- L'hôtel Pajot (ancienne folie de Chaulnes)
- L'hôtel Rohan-Chabot
- L'hôtel Pâris de Montmartel, ou "Pâté Pâris", luxueux pavillon bâti dans les années 1710 sur les plans de l'architecte Dulin entre l'ex-rue de la Grange-aux-Merciers au nord-ouest et le parc du château de Bercy au sud-est[3].

## La commande d’Antoine Pâris
Personnage parmi les plus en vue de la capitale, Antoine Pâris venait d'épouser en 1706 Marie Élisabeth de La Roche. Témoin de l'estime qu'on lui porte, son contrat de mariage est cosigné par le dauphin, le duc de Bourgogne et le maréchal de Villeroy. Il fit l'acquisition en 1711 d'un terrain vendu par Charles Henri de Malon, troisième seigneur de Bercy et contrôleur général des Finances, le fief de Vernay, une terre au nord-ouest du domaine de la famille Malon de Bercy. Les frères Pâris, mené par l'aîné Antoine, y firent construire un grand pavillon, avec un parc d'une quarantaine d'arpents, dont l'architecture originale, sinon avant-gardiste, dérouta les contemporains qui baptisèrent ce domaine « Pâté-Pâris  ».
Cette construction sera immortalisée par des gravures réalisées par Mariette et offertes à Antoine Pâris par le roi de Pologne Stanislas Leszczynsky, futur beau-père de Louis XV. Elle a cependant l'inconvénient d'être inondée lors des crues de la Seine, le pavillon n'étant alors plus habitable.
Antoine Pâris vendit ensuite au financier Roberge de Boismorel, « qui s'y était disposé un jardin qui luttait pour l'élégance avec celui de son fastueux voisin » et « une bibliothèque assez riche pour n'avoir rien à envier à celle du Grand-Bercy », cette dernière possédant entre autres merveilles, un manuscrit sur vélin du Roman de la Rose. Parmi les occupants ultérieurs se trouve Abel-François Poisson de Vandières.

## Vestiges

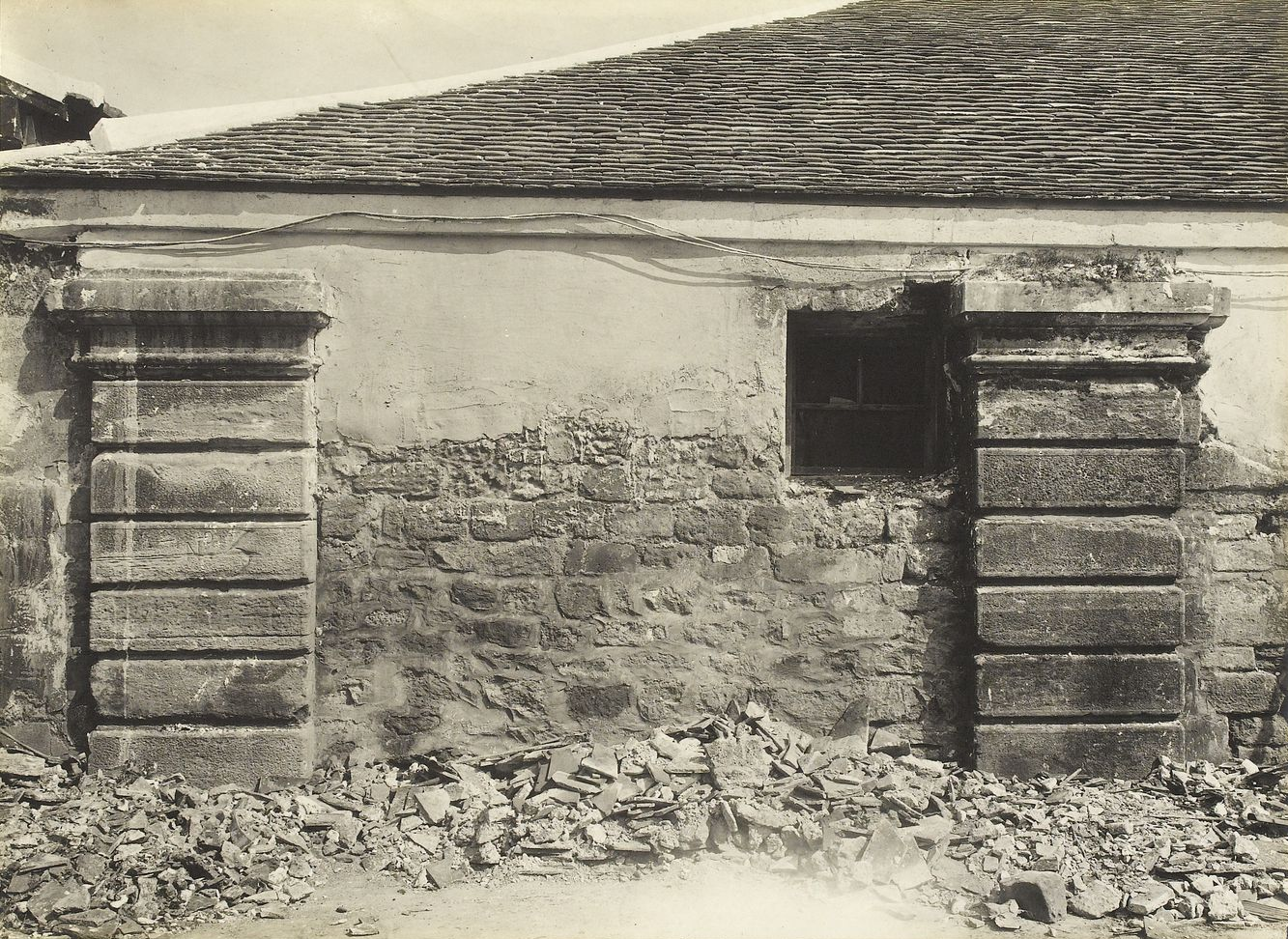
Vestiges de Pâté-Pâris, rue Nicolaï.

Il ne reste aujourd'hui plus rien du Pâté Pâris qui se situait approximativement à l'angle de l'avenue des Terroirs-de-France et du quai de Bercy à l'emplacement actuel de l'immeuble Lumière (ex- Bercy Expo).
Vendue par ses héritiers en 1785, cette demeure passe ensuite entre différentes mains. La partie nord du parc est vendue à l'État qui établit en 1825 une caserne de cavalerie dont l'entrée était située rue de la Granges aux Merciers. Cette caserne est vendue à la Ville de Paris lors de l'extension des entrepôts de Bercy vers 1880 et le pavillon est en grande partie détruit à la même époque.
Des vestiges de ce bâtiment étaient visibles rue Nicolaï qui était l'ancienne rue de la Grange aux Merciers, devenue sur ce tronçon, en 1877, une rue particulière à l'intérieur du domaine de ces entrepôts
Ces derniers vestiges ont disparu, vraisemblablement dans les années 1970 lors de l'aménagement du site des anciens entrepôts.